# Cole Bassett
Cole Bassett (Littleton, 28 luglio 2001) è un calciatore statunitense, centrocampista dei Colorado Rapids.

## Caratteristiche tecniche
È un centrocampista centrale.

## Carriera

### Club
Cresciuto nel settore giovanile dei Colorado Rapids, ha esordito in prima squadra il 6 settembre 2018 disputando l'incontro di MLS perso 2-0 contro il Portland Timbers.
Il 20 gennaio 2022 viene acquistato dal Feyenoord con la formula del prestito. Esordisce con gli olandesi il 20 febbraio seguente in occasione del successo per 3-1 contro il Cambuur.
A fine stagione viene nuovamente ceduto in prestito in Eredivisie, questa volta al Fortuna Sittard. Tuttavia, il 18 novembre 2022 il prestito viene rescisso e lui fa ritorno in anticipo ai Colorado Rapids.

### Nazionale
Ha esordito in nazionale maggiore nell'amichevole giocata il 18 dicembre 2021 contro la Bosnia ed Erzegovina, in cui ha realizzato la rete del decisivo 1-0.

## Statistiche
Statistiche aggiornate al 25 agosto 2019.

### Presenze e reti nei club
| Stagione        | Squadra         | Campionato      | Campionato | Campionato | Coppe nazionali | Coppe nazionali | Coppe nazionali | Coppe continentali | Coppe continentali | Coppe continentali | Altre coppe | Altre coppe | Altre coppe | Totale | Totale | Totale |
| Stagione        | Squadra         | Comp            | Pres       | Reti       | Comp            | Pres            | Reti            | Comp               | Pres               | Reti               | Comp        | Pres        | Reti        | Pres   | Reti   |        |
| --------------- | --------------- | --------------- | ---------- | ---------- | --------------- | --------------- | --------------- | ------------------ | ------------------ | ------------------ | ----------- | ----------- | ----------- | ------ | ------ | ------ |
| 2018            | Colorado Rapids | MLS             | 6          | 1          | USCup           | 0               | 0               |                    | -                  | -                  |             | -           | -           | 6      | 1      |        |
| 2019            | Colorado Rapids | MLS             | 17         | 1          | USCup           | 1               | 0               |                    | -                  | -                  |             | -           | -           | 17     | 1      |        |
| Totale carriera | Totale carriera | Totale carriera | 23         | 2          |                 | 1               | 0               |                    | -                  | -                  |             | -           | -           | 24     | 1      |        |

### Cronologia presenze e reti in nazionale
| Cronologia completa delle presenze e delle reti in nazionale ― Stati Uniti | Cronologia completa delle presenze e delle reti in nazionale ― Stati Uniti | Cronologia completa delle presenze e delle reti in nazionale ― Stati Uniti | Cronologia completa delle presenze e delle reti in nazionale ― Stati Uniti | Cronologia completa delle presenze e delle reti in nazionale ― Stati Uniti | Cronologia completa delle presenze e delle reti in nazionale ― Stati Uniti | Cronologia completa delle presenze e delle reti in nazionale ― Stati Uniti | Cronologia completa delle presenze e delle reti in nazionale ― Stati Uniti |
| Data                                                                       | Città                                                                      | In casa                                                                    | Risultato                                                                  | Ospiti                                                                     | Competizione                                                               | Reti                                                                       | Note                                                                       |
| -------------------------------------------------------------------------- | -------------------------------------------------------------------------- | -------------------------------------------------------------------------- | -------------------------------------------------------------------------- | -------------------------------------------------------------------------- | -------------------------------------------------------------------------- | -------------------------------------------------------------------------- | -------------------------------------------------------------------------- |
| 18-12-2021                                                                 | Los Angeles                                                                | Stati Uniti                                                                | 1 – 0                                                                      | Bosnia ed Erzegovina                                                       | Amichevole                                                                 | 1                                                                          | 78’                                                                        |
| Totale                                                                     |                                                                            | Presenze                                                                   | 1                                                                          |                                                                            | Reti                                                                       | 1                                                                          |                                                                            |